# Israeli Singles Chart
Israel Singles Chart là một bảng xếp hạng đĩa đơn tại Israel, được biên soạn hàng tuần vào thứ năm lúc 13:00-16:00 giờ bởi đài phát thanh Galgalatz. Bảng xếp hạng được thực hiện bằng sự bình chọn công khai trên trang web chính thức của đài phát thanh, với các bài hát phổ biến và nhận được sự phát sóng nhiều nhất trên radio. Bảng xếp hạng này được chia thành hai loại - tốp 15 vị trí xếp hạng đĩa đơn trong vùng lãnh thổ và tốp 15 vị trí xếp hạng đĩa đơn quốc tế.